# 比利亚娜·帕维切维奇
比利亚娜·帕维切维奇（1988年5月12日—），黑山女子手球运动员。她曾代表黑山国家队参加2016年夏季奥林匹克运动会女子手球比赛，获得第十一名。